# تسنج
تسنج (به هلندی: Thesinge) یک منطقهٔ مسکونی در هلند است که در تن بور واقع شده‌است. تسنج ۷۰۰ نفر جمعیت دارد.